# Osterøy-híd
Az Osterøy-híd (norvégül: Osterøybrua) közúti függőhíd, amely a Sørfjorden felett ível át Bergennél, Hordaland megyében, Norvégia északi részén. A híd köti össze a Kvisti mezőgazdasági területet és Bergent, Osterøy szigetével. Az Osterøy-híd 1065 méter hosszú és leghosszabb fesztávja pillérei közt 595 méter. A hídnak 8 nyílása van, és a pilléreinek egyike sincs a tengerben. A hidat 1997. október 3-án adták át, 28 évvel később, mint hogy először tervbe vették építését. A híd 308 millió norvég koronába került. 53 méterrel magasodik a tenger felszíne fölé. Két legmagasabb támpillére 121,5 méterrel magasodik a szárazföld fölé.
A híd a harmadik leghosszabb függőhíd Norvégiában és az 55. leghosszabb függőhíd a világon. Az 566-os főútvonal halad keresztül rajta. A hidat úgy építették meg, hogy annak szerkezete ellen tudjon állni az erősebb széllökéseknek, szélviharoknak is.

## Galéria

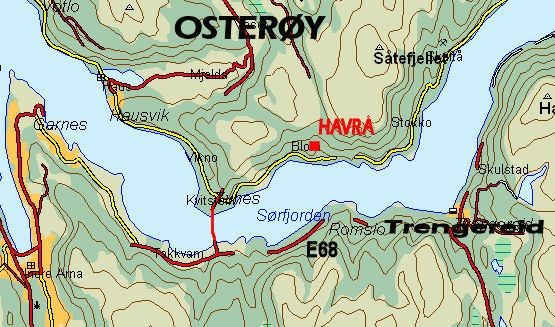
A híd környékének térképe
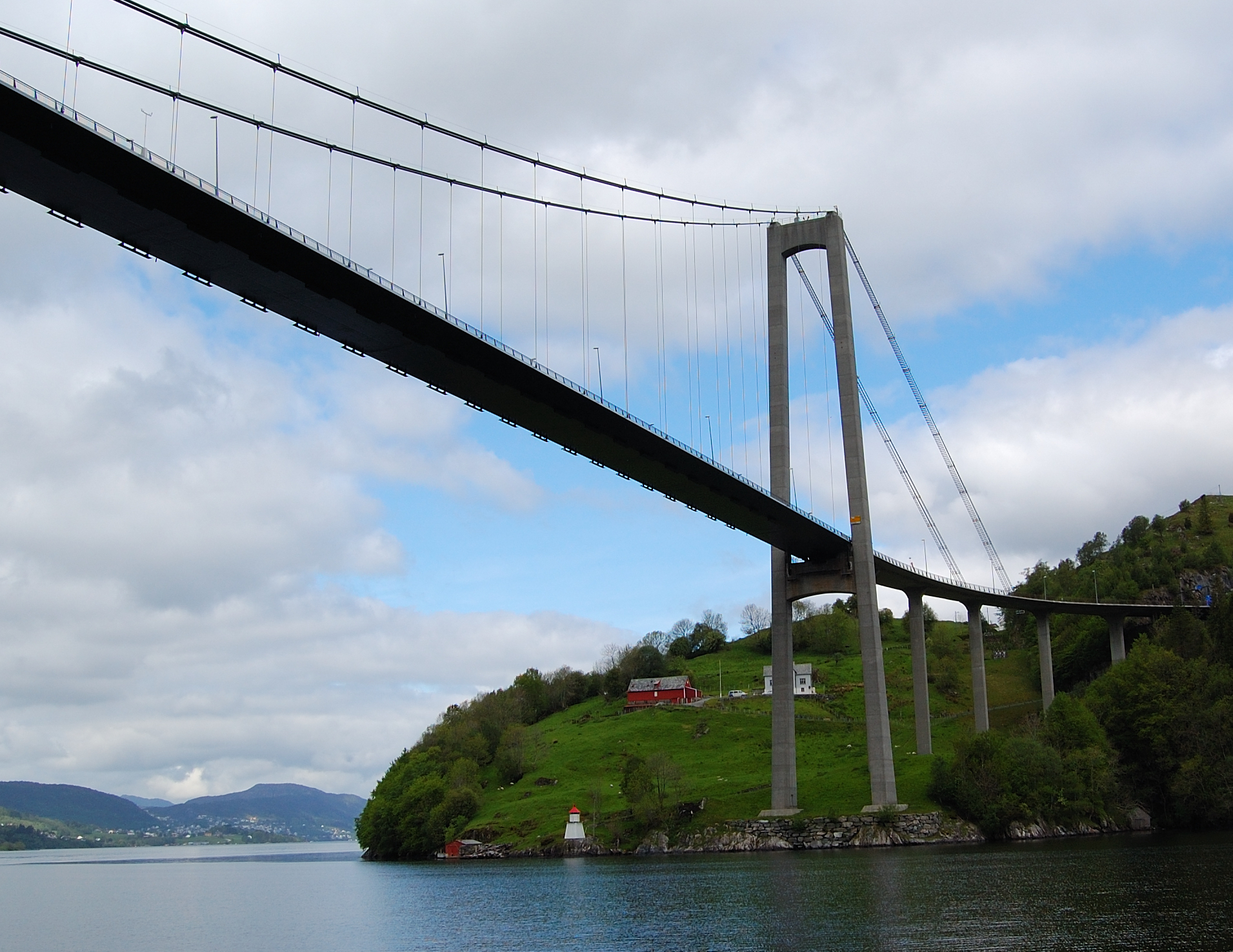
Látkép észak felé, lentről
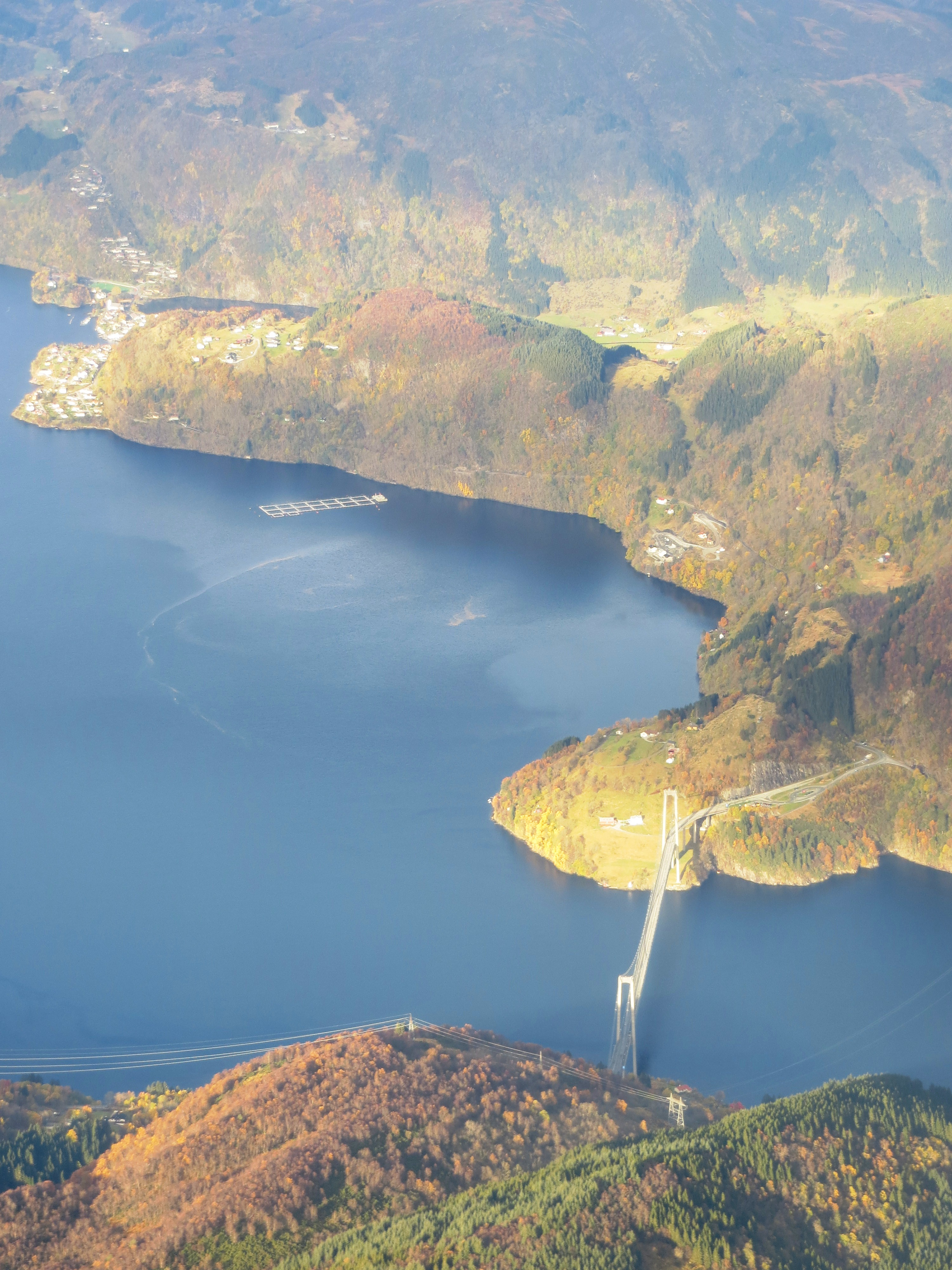
Látkép észak felé, fentről
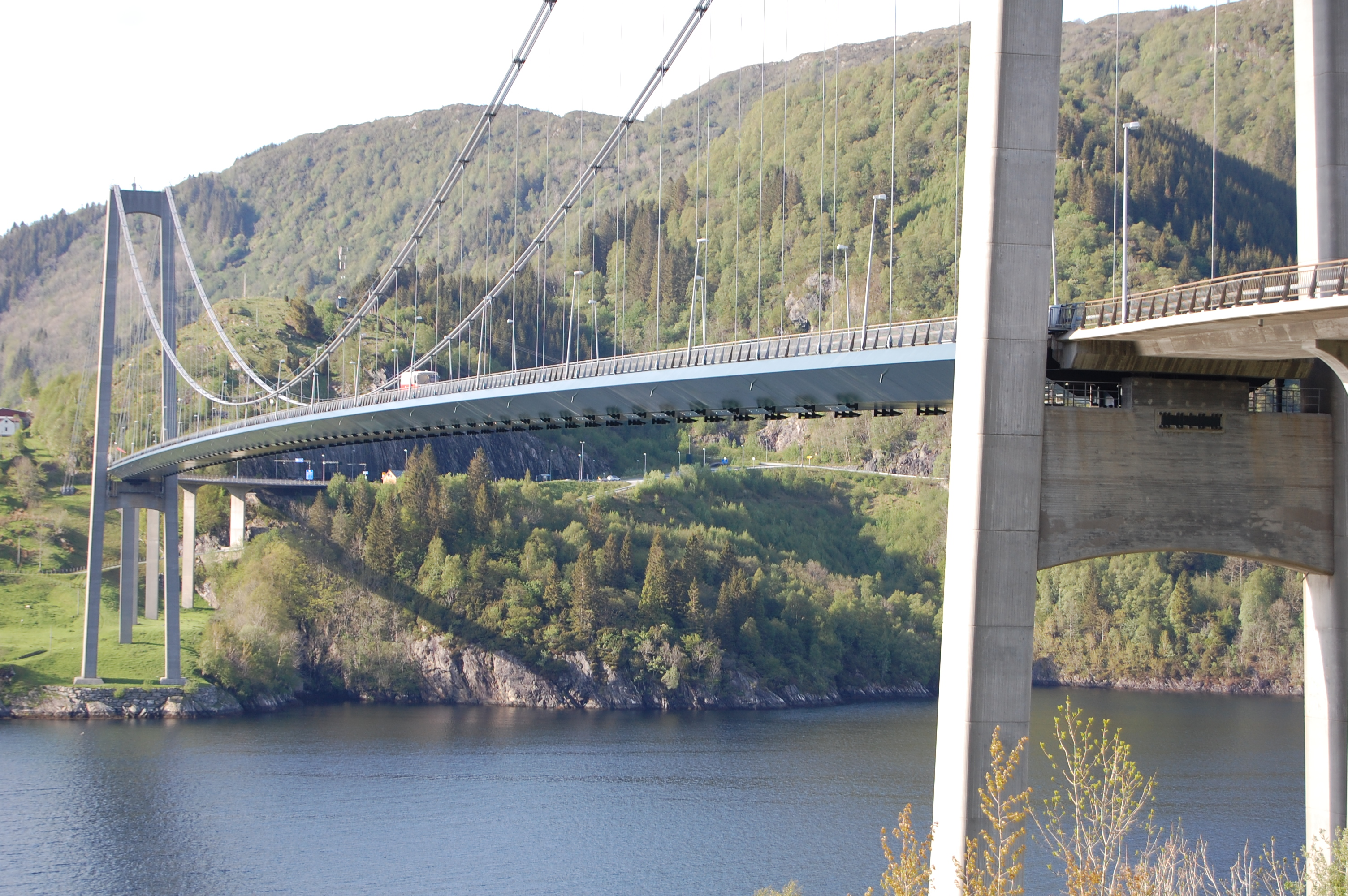
A hídpálya
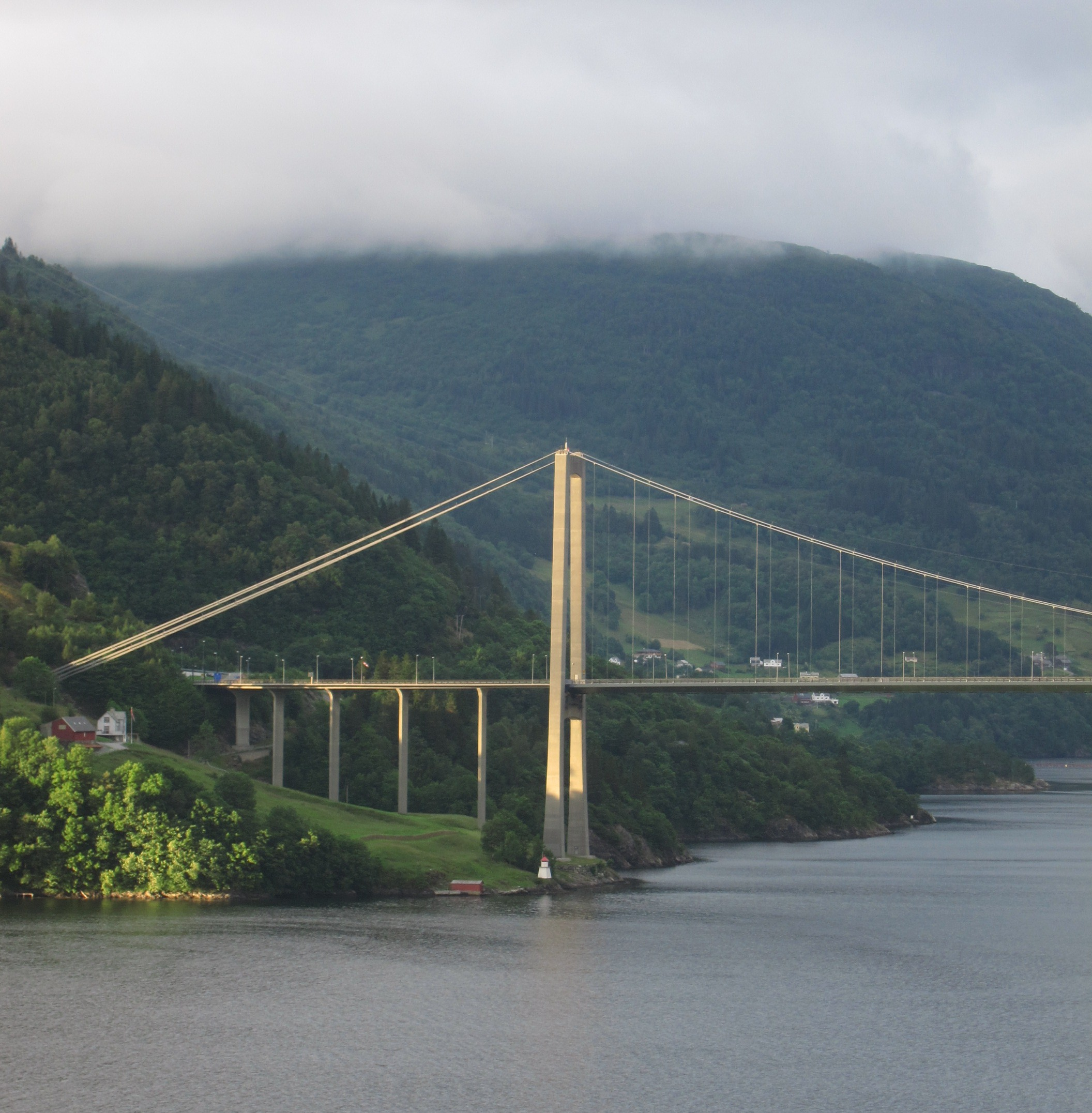
Északi vége

## Fordítás
Ez a szócikk részben vagy egészben  az   Osterøy Bridge című angol Wikipédia-szócikk ezen változatának fordításán alapul.  Az eredeti cikk szerkesztőit annak laptörténete sorolja fel. Ez a jelzés csupán a megfogalmazás eredetét és a szerzői jogokat jelzi, nem szolgál a cikkben szereplő információk forrásmegjelöléseként.